# Sabungan Nihuta II
Sabungan Nihuta II is een bestuurslaag in het regentschap Tapanuli Utara van de provincie Noord-Sumatra, Indonesië. Sabungan Nihuta II telt 1327 inwoners (volkstelling 2010).